# Малко твой
Малко твой (на испански: Un poquito tuyo) е мексиканска теленовела, продуцирана от Агустин Рестрепо за Имахен Телевисион през 2019 г. Версията, написана от Росана Негрин, е базирна на чилийската теленовела Tranquilo papá, създадена от Родриго Бастидас.
Протагонисти са Хорхе Салинас и Марджори де Соуса, а антагонисти – Лорена Ерера, Раул Коронадо и Ева Седеньо.

## Сюжет
Антонио Солано е изключително успешен родител, който има скромен произход и затова се стреми да даде на семейството си всичко, което не е имал в младостта си. В желанието си на семейството му да не липсва нищо, Антонио е щедър до степен, в която жена му и децата му се превръщат в материалисти. В резултат на това децата му Едуардо, Хавиер и Вивиана стават разглезени и безполезни, които умеят само да харчат пари за незначителни и материални неща, докато целта на съпругата му Каталина е да остане красива. От богатството на Антонио се възползват и Летисия, сестрата на Каталина, Матео, съпругът на Летисия, и Гуадалупе, майката на Каталина.
На рождения си ден Антонио осъзнава какво е причинил на семейството си, след като никой от тях не си спомня празника му, за да го поздрави. Единственото нещо, от което се вълнуват, са парите. Тогава Антонио най-накрая решава да постави лимит – всеки от тях ще трябва да работи, за да си изкарва прехраната. Животът му се срива с пристигането на Хулиета, с която се запознават при нелеп инцидент и която бяга от сватбата си, след като открива истина за Елвис, нейното гадже. Хулиета става човек, от когото Антонио не може да се раздели.

## Актьори
- Хорхе Салинас – Антонио Солано Диас
- Марджори де Соуса – Хулиета Варгас
- Лорена Ерера – Каталина Монтиел де Солано
- Раул Коронадо – Елвис Росалес
- Мария Хосе Маган – Елена Варгас
- Нубия Марти – Гуадалупе де Монтиел
- Кристиан де ла Кампа – Алваро Мендоса
- Тали Гарсия – Вивиана Солано Монтиел
- Давид Паласио – Едуардо Солано Монтиел
- Давид Каро Леви – Хавиер Солано Монтиел
- Еухенио Монтесоро – Франсиско Варгас
- Алекса Мартин – Мадона Росалес
- Даниел Товар – Елтън Росалес
- Ариане Пелисер – Грегория Росалес
- Джошуа Гутиерес – Алберто Суарес
- Карлос Ати – Матео Хименес
- Ева Седеньо – Летисия Солано Диас де Хименес
- Карлос Спейцер – Бруно Гарай
- Лукас Бернабе – Фабиан Кабайеро
- Андреа Карейро – Виолета
- Камила Рохас – Асусена
- Серхио Рогалто – Джони Грийн
- Хавиер Понсе – Томас
- Солкин Рус – Уисин Гарсия
- Силвана Гарига – Ребека
- Адриана Монтес де Ока – Милейди
- Дая Бургос – Сара Ескобар
- Ерик Веларде – Иван Хименес
- Едмундо Веларде – Адриан Хименес
- Абел Фернандо – Ерик
- Мария Прадо – Росио
- Рикардо Креспо – Маурисио Рива Паласио
- Родриго Куевас – Паулино
- Рехина Граниевич – Лус Сото

## Премиера
Премиерата на Малко твой е на 25 февруари 2019 г. по Imagen Televisión. Последният 79. епизод е излъчен на 17 юни 2019 г.

## Награди и номинации
TV Adicto Golden Awards
| Година | Категория                                 | Номинация                         | Резултат |
| ------ | ----------------------------------------- | --------------------------------- | -------- |
| 2019   | Най-добра теленовела на Imagen televisión | Агустин Рестрепо                  | Печели   |
| 2019   | Най-добра двойка                          | Марджори де Соуса и Хорхе Салинас | Печелят  |

## В България
Премиерата на теленовелата в България е на 16 ноември 2022 г. по bTV Lady, с разписание всеки делничен ден от 17 ч. и завършва на 7 март 2023 г. Започва повторно излъчване по bTV Lady на 10 август. Дублажът е на Саунд Сити Студио. Ролите се озвучават от Светлана Смолева, Ася Рачева, Петър Върбанов, Борис Кашев и Иван Велчев.